# A Cruel Revenge
A Cruel Revenge è un cortometraggio muto del 1914 diretto da John Ince.

## Produzione
Il film fu prodotto dalla Lubin Manufacturing Company.

## Distribuzione
Distribuito dalla General Film Company, il film uscì nelle sale cinematografiche USA l'11 marzo 1914.